# Kyriakos Mitsotakis
Kyriakos Mitsotakis (řecky Κυριάκος Μητσοτάκης; * 4. března 1968 Athény) je řecký politik a od června 2023 předseda vlády Řecka, když tento úřad zastával již mezi červencem 2019 a květnem 2023. Od roku 2016 je předsedou středopravicové strany Nová demokracie.

## Život
Mládí prožil v Turecku a Paříži, kam jeho rodina musela odejít za vlády řecké vojenské junty. Do země se vrátil roku 1974, po obnovení demokracie. Vystudoval sociální vědy a mezinárodní vztahy na Harvardově univerzitě (bakalářský titul) a Stanfordově univerzitě (magisterský titul). Později získal titul MA na Harvard Business School. Od roku 1990 pracoval v soukromém byznysu, v Londýně i v Řecku.
V roce 2004 vstoupil do politiky, když byl jako kandidát Nové demokracie zvolen do parlamentu. Obdržel přitom největší počet preferenčních hlasů ze všech kandidátů strany. V letech 2013–2015 byl ministrem administrativní reformy. V roce 2016 se stal předsedou Nové demokracie. Jako její volební lídr kandidoval v předčasných parlamentních volbách 2019. Po vítězství strany, se ziskem 39,85 % hlasů a 158 z 300 mandátů, byl jmenován řeckým premiérem.
V květnových parlamentních volbách 2023 dovedl Novou demokracii opět k výhře ziskem 40,8 %. Ztráta klíčových 12 křesel však znamenala, že se 146 mandáty strana ztratila většinu i v 300členném jednokomorovém parlamentu. Poté co nový kabinet nedokázal složit ani blok opozičních levicových stran, následovaly o měsíc později červnové předčasné volby, v nichž Nová demokracie obdržela 40,55 % hlasů. Nový volební zákon však vítěznému subjektu přiřkl bonus 50 mandátů při splnění podmínky překročení hranice 40 % hlasů. Se 158 křesly tak Mitsotakis v červnu 2023 sestavil druhou vládu.
Jeho otec Konstantinos Mitsotakis byl řeckým premiérem v letech 1990–1993, Novou demokracii vedl v letech 1984–1993.